# Црква Марије Сионске у Аксуму
Црква Марије Сионске је црква у граду Аксум, Регион Тиграј, Етиопија. Складиште главне светиње Етиопијске православне цркве – Ковчега завета, центра ходочашћа етиопских хришћана.
Прва црква на овом месту је, према предању, подигнута на рушевинама паганских храмова још 372. године, за време владавине Езане, првог хришћанског владара Аксумског краљевства, које је са престоницом у Аксуму, налазио се на територији савремене Етиопије. Верује се да је ова црква најстарији делујући хришћански храм у Африци. Црква Марије Сионске првобитно је саграђена као место за чување старозаветне реликвије – Ковчега завета, па је изграђена величанствено и богато украшена. Почетком 16. века португалски путник Франсиско Алварес описао је овај храм овако: „Ово је веома велика зграда. Унутра има пет широких, величанствених бродова, изнад којих се простиру високи сводови. Зидови су украшени сликама и иконама, као у нашим црквама... Око цркве је широка авлија обложена каменим плочама налик на надгробне споменике, и моћна ограда слична зиду великог града или дворца”.
1535. године цркву су уништили муслимани под вођством емира Ахмеда Грана. 1635. године, под царем Фасиледесом, храм је обновљен и значајно проширен, добијајући савремени изглед. Црква Марије од Сиона била је традиционално место крунисања етиопских царева. Последњи цар Етиопије Хајле Селасије је 1955. године, у част 50. годишњице своје владавине, почео да гради нову поред старе цркве, са великом куполом и звоником. Изградња је завршена 1964. године, а један од првих посетилаца нове цркве била је енглеска краљица Елизабета II. Нова црква је отворена за све, док у стару улазе само мушкарци.
Стара црква Марије Сионске направљена је од сивог камена. Квадратног плана, храм својим назубљеним зидовима подсећа на тврђаву. Овенчана је позлаћеном куполом, до врата води широко камено степениште, а на прозорима су дрвене решетке. Испред храма се може видети традиционално место крунисања етиопских царева, које се састоји од неколико гранитних камена у облику плитких столица. У порти храма постављен је бакарни топ.
Унутрашњост цркве је живописана светлим фрескама. Сводови храма почивају на четири масивна стуба, на којима висе слике сцена из Светог писма. У средини сале виси бронзани лустер. Олтар је обично прекривен разнобојним покривачем.
Нова црква Марије од Сиона, под огромном куполом, изграђена је у неовизантијском стилу. Украшена је сликама на фронту цркве приказана је Света Тројица, Дванаест апостола и Дванаест племена Израиљевих.
Главна светиња храма – ковчег под називом Ковчег завета – сада се чува у посебној капели, подигнутој 1965. године, десет метара од североисточног угла старе цркве. Према предању, у ковчегу се налазио златни суд са маном небеском, Аронов штап, две од десет плоча са заповестима Старог Завета, које је Мојсије примио на гори Синај. У прошлим вековима, Ковчег, прекривен ћебетом од зеленог и црвеног сомота, напуштао је храм на челу поворке на велике црквене празнике. Сада је само копија Ковчега изложена јавности. Права реликвија је у ризници и нико, па ни патријарх етиопске цркве, нема право да је погледа. Само један монах – чувар моштију – може да види Ковчег, али обичај му забрањује да разговара са странцима и напусти храм. Овај положај је доживотно за његовог живота, сам чувар Ковчега именује свог наследника.
Поред Ковчега завета, капела садржи круне етиопских царева, укључујући и круну цара Фасиледеса, који је саградио храм.

## Галерија
- Капела[мртва веза] Ковчега
- 9[мртва веза] светих  Етиопска православна црква
- Фреска[мртва веза] Богородица и Иисус
- Унутраšњост[мртва веза] старог храма
- Олтар[мртва веза] старог храма
- Нови[мртва веза] храм